# Sebastian Hartl
Sebastian Hartl byl sochař bavorského původu působící převážně ve Valašském Meziříčí a okolí.

## Životopis
Dne 25. ledna 1773 se ve Valašském Meziříčí oženil s Apolonií, dcerou Václava Potočného, která mu porodila dceru Josefu a syna Jana.
V letech 1769–1802 Hartl bydlel v podnájmu jistého Jana Havránka. Svůj dům ve Valašském Meziříčí nevlastnil. Ve městě pobýval v letech 1769–1776. V roce 1770 dodával do Vsetína pro hraběte Jana Illesházyho sochu Neposkvrněného početí P. Marie. Socha je v životní velikosti, stojí na zeměkouli obtočené hadem. Za tutp sochu si Hartl vyžádal čtyřicet zlatých a meziříčský kameník Šimon Závodník k ní zhotovil podstavec. Na volutovém podstavci je umístěn znak rodu Illesházyů a Bathyányů. Šimon Závodník vyženil Schichurovu kamenickou dílnu ve Valašském Meziříčí. Ve městě působil v letech 1768–1803. Společně s Hartlem spolupracoval i na dalších zakázkách. Lze se snad domnívat, že zatímco Hartl vytvářel korpusy kamenných křížů, Závodníkova dílna dodávala nefigurální části např. sokly a kříže. Uplatňoval se štíhlý, hranolový sokl s oblounovým útvarem ve spodní partii. V mnoha variantách se objevuje v regionu celou poslední třetinu 18. století. V roce 1776 byla před vsetínským zámkem postavena Hartlova socha Jana Nepomuckého.. Socha stojí na podstavci zdobeném kartuší se znakem hrabat Illesházyů a Bathyányů. Celek je ohrazen devíti kamennými sloupky propojenými masivním řetězem. Pro Vsetín vytvořil i tři kamenné kříže.
V regionu Valašskomeziříčska vytvořil řadu kamenných Ukřižování, která názorně zachycují vývojovou linii jeho tvorby. Většinou se jedná o esovitě zvlněnou postavu Ukřižovaného ztvárněnou v dynamickém pojetí. Později sochař směřuje ke strnulým postojům, zjednodušeným do kompozice latinského kříže. Všechny Hartlovy plastiky se od jiných soudobých korpusů liší dobrou řemeslnou úrovní a mladistvě atletickým typem Krista.. Hartlovy světecké figury jsou charakteristické kánonem, nadměrně vyklenutým břichem, výrazným kontrapostem, kratším esovitě zkrouceným trupem a drobnou hlavou. Neujasněné řešení záhybů u drapérií snižuje kvalitu četných prací.

## Dílo
Socha sv. Pelhřima, Valašské Meziříčí, pískovec, 1769

 Sochu nechal zhotovit Michael Josef hrabě ze Žerotína. Jako jediná socha ze souboru soch v Krásenské aleji ve Valašském Meziříčí je signována. Na podstavci nenajdeme nápis, ale je opatřen v horní části znakem Žerotínů. V dolní části podstavce je v zrcadle rostlinný motiv, symbolizující léčitelské schopnosti světce. Rostlinné motivy jsou patrné i po stranách podstavce zdobeným volutovými křídly. Autor podstavce je pravědpodobně kameník Š. Závodník. Pískovcová socha představuje sv. Pelhřima v rouše řádu servitů s obnaženou nemocnou pravou nohou, kterou obvazuje andílek. Skulptura sv. Pelhřima je vyklenutá esovým kontrapostem s nadsazením levého boku a břicha. Těžká drapérie šatu servitů ukazuje v obrysu robustní pojetí těla.

Kříž s kalvárií, Valašské Meziříčí, 1775

Na soklech jsou umístěny sochy sv. Jana a Panny Marie Bolestné. Sochy byly vyšší kvality, v současnosti chybí u obou soch hlavy. Čtyřboký podstavec je doplněn volutovými křídly, která jsou ozdobena květinovými motivy. V přední části je oválná kartuš zdobená latinským nápisem. Kříž je vysoký 6 m, jeho ramena jsou trojlaločně zakončena, tělo Krista na kříži bylo zlatě polychromováno.

## Seznam děl
- Socha sv. Pelhřima, Valašské Meziříčí – Krásno, 1769.
- Socha sv. Jana Nepomuckého, Pržno u Vsetína, 1770.
- Immaculata, Vsetín, 1770.
- Kamenný kříž, zámecký park, Vsetín, 1771.
- Kamenný kříž, Janová, 1771.
- Kamenný kříž, Králova ulice a Sokolská ulice, Valašské Meziříčí, 1771.
- Kamenný kříž Jana Porubského, Rožnov pod Radhoštěm, 1772.
- Korpus Ukřižovaného z kamenného kříže u kostela Nejsvětější Trojice ve Valašském Meziříčí, 1775.
- Socha sv. Jana Nepomuckého, Ústí u Vsetína, 1775.
- Socha sv. Jana Nepomuckého, Horní náměstí ve Vsetíně, 1776.
- Kamenný kříž, kostel Nanebevzetí P. Marie, Vsetín, 1783.
- Kamenný kříž, Farní kostel v Hovězí, 1792.